# 북캅카스 반란
북캅카스 반란은 2010년대에 이슬람주의 무장단체인 캅카스 에미레이트가 러시아 및 휘하 자치 공화국들에 대항한 반란을 일으키며 벌어진 분쟁으로, 캅카스산맥 일대에서 진행되었다. 2015년 6월 이후로는 이슬람 국가도 캅카스 에미레이트 편에 서서 분쟁에 참여하였다.
2009년 4월 16일 제2차 체첸 전쟁이 공식적으로 끝난 이후 이 분쟁으로 이어졌다. 분쟁에는 중동, 북아프리카, 유럽, 중앙아시아에서 온 자원병들도 참여하였으며, 반대로 북캅카스의 지원병들도 중동의 시리아 내전에 참전해 왔다. 분쟁은 북캅카스 일대의 여러 자치 공화국들에서 주로 벌어졌으나 때때로 카라차예보체르케스카야 공화국이나 스타브로폴 지방, 볼고그라드주에서도 간헐적인 사건이 발생하였다.

## 전개

### 체첸
북캅카스 반란은 러시아와 체첸 사이에서 벌어진 소련 이후의 두 차례에 걸친 전쟁이 직접적인 원인이었다. 제1차 체첸 전쟁은 민족주의적 분쟁이었고, 이슬람주의자들과 소수 민족 모두 러시아로부터 독립을 주장하며 과격해졌다. 1994년부터 1996년까지 이어진 1차 전쟁에서 러시아 연방군은 전술적으로 패배했다. 1차 그로즈니 전투에서 러시아군이 간신히 승리함으로써 러시아의 체첸 점령이 확실해지는 듯 했으나 2차 전투와 3차 전투에서 체첸군이 러시아군을 상대로 승리를 거둠으로써 1차 전쟁의 패배는 확실해졌다.
1차 전쟁 이후 러시아군은 그로즈니 전투의 패배를 거울 삼아 탄도 미사일과 소이탄과 같은 공습 또는 포격에 의존한 채 2차 전쟁을 치뤘고 1999년에 벌어진 그로즈니 전투에서 체첸군의 저항은 무력화되었다. 2000년 2월 체첸 군 2,000명이 도주를 시도했으나 이는 실패로 끝났다. 2000년 2월 포위된 그로즈니에서 체첸군은 항복했고, 러시아 연방은 이치레키야 체첸 공화국을 대신해 친러 자치 공화국인 체첸 공화국을 2009년 4월 수립했다.
그러나 이 전쟁 이후 체첸 공화국에서는 폭력이 끊임없이 발생했다. 체첸에서의 작전이 끝난 2009년 4월부터 2010년 4월까지 97명의 러시아 요원들이 체첸에서 사망했다. 같은 시기에 정부군은 체첸 반군의 협력자나 무장 단체 요원으로 추정되는 189명을 사살했다. Reported casualties declined, with 26 security forces and 24 suspected militants being killed in 2014.
2007년 10월 31일 캅카스 에미레이트는 노크치초 주를 설립해 체첸 공화국이 자신의 땅임을 주장했으나 2013년 캅카스 에미레이트의 수장 도카 우마로프가 사망한 이후 뷰투카예프가 새로운 수장으로 선출되었다. 2014년 5월 15일 뷰투카예프와 그의 휘하 사령관들은 새로운 캅카스 에미레이트 수장인 알라스카브 케베코프에게 반란을 암시하는 비디오를 보냈다. 2014년 말, 많은 체첸의 중급 사령관들은 아부 바크르 알바그다디에게 충성을 바쳤다. 2015년 6월 뷰투카예프 또한 알바그다디에게 복종할 뜻을 나타냈다.

### 다게스탄
다게스탄은 북캅카스 공화국들 중 가장 복잡하고 종교적이며 인구가 많은 공화국이다. 다게스탄은 체첸의 2배나 되는 영토를 보유하고 있으며, 수많은 인종 집단으로 구성되어 있다. 그러나 다게스탄 분쟁은 수피즘과 일반적인 이슬람교 사이의 분쟁이 아니다. 다게스탄은 북 캅카스 공화국 중 가장 높은 단계의 폭력과 극단주의 단체를 가지고 있는 지역이다. 국내부 장관은 2013년 399차례의 테러 시도가 북캅카스에서 발생했고, 이 중 242건이 다게스탄에서 일어난 테러라고 말했다.
2014년 12월 다게스탄 주의 사령관인 루스탐 아실다로프와 수많은 예하 지휘관들이 캅카스 에미레이트 지도자 알라스카브 케베코프에게 협박하는 비디오를 보냈고, 노크치초 주와 마찬가지로 IS에 복종하겠다고 선언했다. 케베코프는 사이드 카라칸스키를 다게스탄 주의 새로운 수장으로 임명했다. 카라칸스키의 승계자였던 마고메트 술레이마노프는 2015년 8월 러시아군과 전투를 벌이던 중 사망했다.

### 인구시
다게스탄과 더불어 북캅카스 지역에서 가장 잔인한 분쟁이 벌어진 지역 중 하나가 인구시로, 인구시는 제1차 및 제2차 체첸 전쟁에서 체첸과 이웃한 지역으로 이슬람 반란을 겪은 지역이다. 2004년 6월 인구시와 체첸의 무장 단체들이 나즈란에 기습 공격을 가해 시민들과 군경들을 사살했다. 옛 KGB 요원이었던 무라트 쟈지코프가 대통령이 된 이후 반군으로 추정된 이들이 납치되어 고문을 당하고 사살당하는 일이 빈번해졌다. 쟈지코프의 승계자였던 유누스벡 예프쿠로프는 2008년에 대통령이 되었고 폭력을 약화시키려는 여러 시도들을 성공했다. 2010년 6월 알리 타지예프를 잡은 이후 인구시의 성전주의자들은 5년 간의 전쟁 끝에 약화되었다. 2015년 중반 인구시 대통령인 유누스벡 예프쿠로프는 인구시 반란군이 패배했음을 선언했다

### 카바르디노 발카르
카바르디노 발카르 공화국은 2010년 말부터 2011년 초 사이에 폭력의 조짐이 보였다. 카르다 발카리아 카라체프 연합주의 수장 안조르 아스테미로프의 사망 이후 새로운 수장이었던 아스케르 자푸페프와 라트미르 샤메페프는 더욱 공격적인 접근 방식을 선호해 공화국 내 시민들을 사살했고, 이 시민들 중에는 러시아 관광객도 포함되어 있었다. 이에 맞서 블랙 호크라 불리는 단체가 이슬람주의자들의 친척 및 관련자들을 위협했다. 2011년 4월 두 지도자는 사망했다.
수많은 지휘자들이 러시아 연방군의 공격으로 사망한 이후 반군의 공격은 급속히 감소했다. 2011년 9월 우바이달라 수장이라 불리는 알림 잔키셰프가 새로운 반군 지도자로 선출되었고, 그는 2012년 3월 러시아 보안군에 의해 사살되었다. 2012년 9월 날치크 보안 작전에서 러시아군은 또 다른 주요 지휘관 몇몇을 사살했다. 루슬란 바리베코프는 2012년 9월에 죽기 전까지 짧게 수장 직을 맡았지만 사망 이후 카산비 파코프가 수장이 되었다. 파코프 또한 나치크에서 2013년 8월 보안군에 의해 사망했고 그의 승계자였던 텐기츠 구테크로프도 2014년 3월에 사망했다.
캅카스 에미레이트의 연합주는 2015년 8월 분열을 겪었고, 로버트 잔킨셰프가 다른 주들의 수장과 마찬가지로 이슬람 국가의 아부 바크르 알바그다디에게 복종을 선언했고, 캅카스 에미레이트에 남은 사령관들은 자림 셰브주코프가 이끌게 되었다. 두 사령관 모두 2015년 11월과 2016년 8월에 각각 러시아 보안군에 의해 사망했다.